# 휘파람

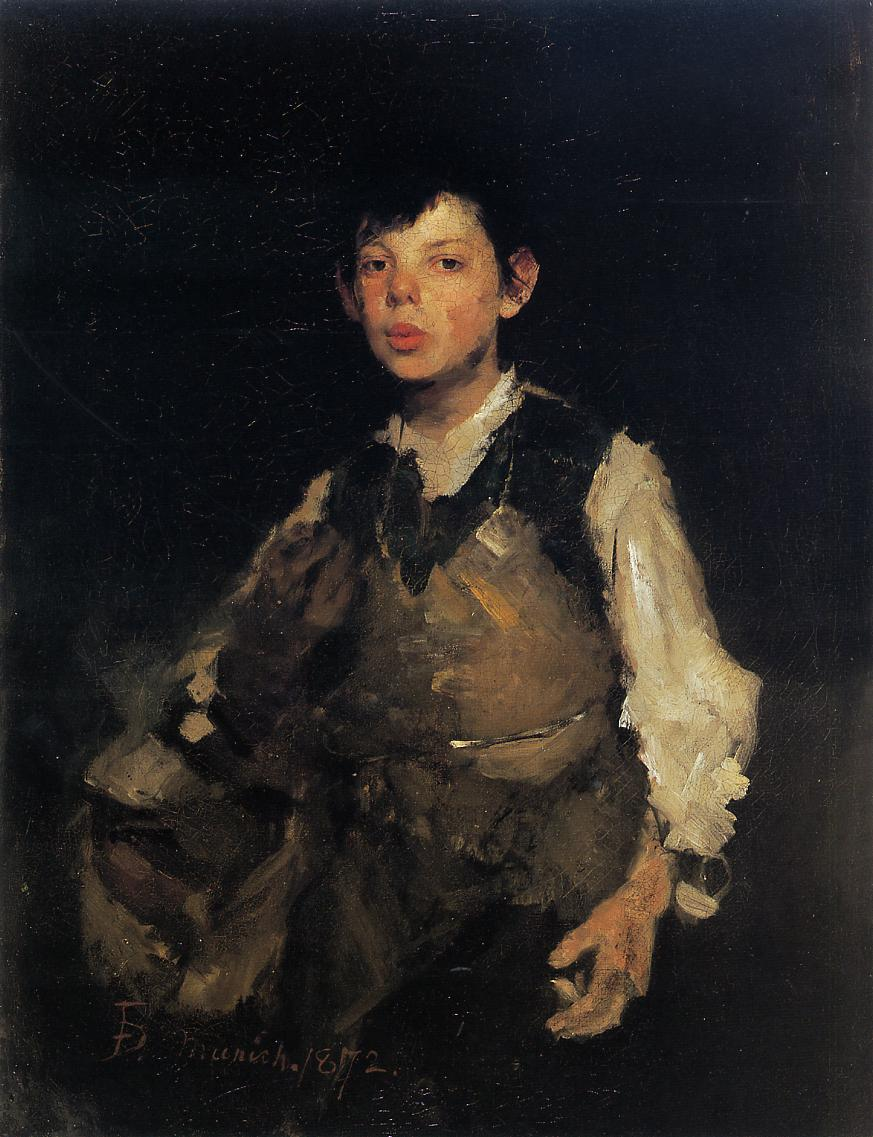
휘파람 부는 소년, 프랭크 두버넥(1872년)

휘파람은 입으로 소리를 내는 방법의 일종이다. 휘파람은 물론 인간이 입으로 내는 소리이기 때문에 일반적으로는 불어서 내는 소리에 제한이 있어 보이지만, 숙련자들은 악기 못지 않은 소리를 낸다.

## 같이 보기
- 틴 휘슬